# Guiné nos Jogos Olímpicos de Verão da Juventude de 2010
A Guiné participou dos Jogos Olímpicos de Verão da Juventude de 2010 em Cingapura. Sua delegação foi composta de três atletas que competiram em igual número de esportes esportes.

## Atletismo
| Evento          | Atleta       | Qualificação | Qualificação | Final     | Final        |
| Evento          | Atleta       | Resultado    | Posição      | Resultado | Posição      |
| --------------- | ------------ | ------------ | ------------ | --------- | ------------ |
| 100 m masculino | Oumar Diallo | 12.01        | 29º (6º q1)  | 11.62     | 3º (Final D) |

## Lutas
| Atleta         | Evento                   | Preliminares                | Preliminares                     | Preliminares       | Preliminares         | Preliminares                | Preliminares | Disputa do 9º lugar | Pos. final |
| Atleta         | Evento                   | 1ª rodada                   | 2ª rodada                        | 3ª rodada          | 4ª rodada            | 5ª rodada                   | Pos.         | Oponente Resultado  | Pos. final |
| Atleta         | Evento                   | Oponente Resultado          | Oponente Resultado               | Oponente Resultado | Oponente Resultado   | Oponente Resultado          | Pos.         | Oponente Resultado  | Pos. final |
| -------------- | ------------------------ | --------------------------- | -------------------------------- | ------------------ | -------------------- | --------------------------- | ------------ | ------------------- | ---------- |
| Aminata Souare | Livre até 60 kg feminino | NGR Christiana Victor D 0-3 | MGL Battsetseg Baatarzorig D 0-4 | Folga              | NZL Tayla Ford D 0-4 | RUS Svetlana Lipatova D 0-3 | 5º           | Não houve           | 9º         |

## Natação
| Evento               | Atleta         | Qualificação | Qualificação | Semifinais | Semifinais   | Final       | Final       |
| Evento               | Atleta         | Resultado    | Posição      | Resultado  | Posição      | Resultado   | Posição     |
| -------------------- | -------------- | ------------ | ------------ | ---------- | ------------ | ----------- | ----------- |
| 50 m peito masculino | Mohamed Camara | 35.56        | 15º (5º q2)  | 35.17      | 14º (8º sf2) | Não avançou | Não avançou |